# Список произведений Геннадия Шпаликова

Геннадий Шпаликов

Творческое наследие кинодраматурга, режиссёра и поэта Геннадия Шпаликова включает сценарии, киноповести, эссе, рассказы, поэтические произведения и т. д. Далеко не всё из написанного им опубликовано (часть неизданных рукописей хранится, к примеру, в Музее кино). В настоящий список включены опубликованные (и упомянутые в публикациях) драматургические сочинения, стихи и песни, проза, эссе, зарисовки, заметки и наброски. В разделе «Фильмография» показано участие Шпаликова в кинокартинах разных лет в качестве сценариста, режиссёра, актёра, автора стихов и песен.

## О творческом наследии
Имя Геннадия Шпаликова в первую очередь ассоциируется с кинематографической деятельностью — написанием сценариев, киноповестей, кинороманов. Часть его поэтических и других литературных произведений стала известна только после смерти автора. Это стихотворения, малая проза, пьесы, дневниковые жанры, романистика. Архив рукописей Шпаликова изначально хранился у его матери — Людмилы Никифоровны, затем перешёл к его близкому другу Юлию Файту, который впоследствии передал собрание в Музей кино. Часть произведений хранится в фондах РГАЛИ, архивах киностудий (тексты сценариев и сценарных заявок) и личных архивах (письма и стихотворения). Исследовавший творчество Шпаликова литературовед Анатолий Кулагин в свой книге из серии «ЖЗЛ» (2017) отмечал, что часть произведений автора не опубликована. Это и несколько десятков коротких рассказов, среди которых «Рассказ о первой любви», «Пешком за жизнью», «Пережиток прошлого», «Жертва любви», «Двое из восьми миллионов», «Звёздное озеро», «Ночной разговор», «Вечерний звон», «Карниз» («Три шага»), и «одноактная драма в четыре картины с прологом» «Сергей Оленин», написанная в период обучения в суворовском училище и сохранившаяся не полностью, и другие произведения.

## Списки произведений
Обозначения в таблицах:

«—» — нет данных

«(?)» — предположительно

Первые строки произведений, не имеющих авторских или устоявшихся названий, заключены в кавычки.

Поскольку многие произведения не датированы или датированы приблизительно, то сортировка произведена по названиям (или первым строчкам произведений, не имеющих названия) в алфавитном порядке.

### Драматургия (сценарии, киноповести, пьесы)
Среди ранних студенческих работ Геннадия есть небольшой сценарий «Человек умер», написанный, судя по дате, осенью 1956 года. Несмотря на то, что Шпаликов в ту пору только осваивал азы сценарного мастерства, он уже знал, что первые строки должны представлять собой «потенциальный кинокадр». Поэтому произведение начиналось так: «Доска объявлений. К ней в беспорядке приколоты кусочки бумаги. Кривые, дрожащие буквы… Буквы складываются в слова». Среди объявлений об исчезнувшем будильнике и потерянных штанах — листок с текстом: «Деканат сценарного факультета с грустью сообщает, что на днях добровольно ушёл из жизни Шпаликов Геннадий». Далее следуют диалоги приятелей, которые обсуждают способ ухода студента из жизни: « — Говорят, повесился… / — Не кинематографично. Лучше бы с моста или под поезд. Представляешь, какие ракурсы?» Интонация в целом шуточная, однако, по замечанию литературоведа Анатолия Кулагина, «герой шпаликовского сценария, кажется, уже знает всё наперёд».
В числе сценариев Шпаликова, получивших экранное воплощение, — «Трамвай в другие города», «Застава Ильича» («Мне двадцать лет»), «Я шагаю по Москве», «Я родом из детства», «Долгая счастливая жизнь», «Ты и я» и другие. Кинодраматург работал также в анимационном кино («Жил-был Козявин», «Стеклянная гармоника»). Часть сценариев, написанных Шпаликовым, не была запущена в производство («Девочка Надя, чего тебе надо?», «Прыг-скок, обвалился потолок»). Его студенческий сценарий «Причал» приняла киностудия «Мосфильм», но работа над картиной была остановлена.
| Название                                                 | Год                                                 | Комментарий | Прим.  |
| -------------------------------------------------------- | --------------------------------------------------- | --- | ------ |
| А вы могли бы?                                           | 1969                                                | Сценарий с подзаголовком «Лирико-фантастическая поэма» содержал отсылки к творчеству Маяковского. Идея принадлежала Михаилу Швейцеру. Постановка не осуществилась. | [ 8 ]  |
| В поисках пространства и света                           | 1970-е (начало)                                     | Произведение на космическую тему с подзаголовком «Повесть для кино». Не поставлено, не опубликовано. Текст хранится в Музее кино (Москва). | [ 9 ]  |
| Воздух детства                                           | 1974                                                | Сценарий о суворовском училище. Соавтор — Леонид Осыка. Поставлен не был. | [ 10 ] |
| Все наши дни рождения                                    | 1972                                                | Сценарий, написанный для Сергея Соловьёва. Поставлен не был. | [ 11 ] |
| Гражданин Фиолетовой Республики                          | 1958                                                | Пьеса написана для студенческого театра ВГИКа. Была принята к постановке, но сценического воплощения не получила. | [ 12 ] |
| Девочка Надя, чего тебе надо?                            | 1974                                                | По свидетельству Павла Финна, сценарий был завершён за несколько дней до ухода автора из жизни. Поставлен не был. | [ 13 ] |
| Декабристы                                               | 1966                                                | Сценарий, сочинённый в соавторстве с Иосифом Маневичем, был написан по предложению Владимира Мотыля. Постановка не состоялась. | [ 14 ] |
| День обаятельного человека                               | 1964                                                | Сценарий написан по договору с «Мосфильмом». Постановка не осуществилась. | [ 15 ] |
| Долгая счастливая жизнь                                  | 1964                                                | Единственная режиссёрская работа Шпаликова. Фильм вышел в 1966 году. В том же году был удостоен главного приза на фестивале авторского кино в Бергамо. | [ 16 ] |
| Жил-был Козявин                                          | 1960-е (первая половина)                            | Сценарий для анимационного фильма написан по мотивам сказки Лазаря Лагина «Житие Козявина». Поставлен на студии «Союзмультфильм» в 1966 году Андреем Хржановским. | [ 17 ] |
| Застава Ильича                                           | 1960                                                | В 1961 году сценарий, написанный Шпаликовым в соавторстве с Марленом Хуциевым, был опубликован в журнале «Искусство кино» (июльский номер). Первая версия фильма смонтирована в 1962 году. На экран картина вышла в сокращённом и изменённом виде в 1965 году (под названием «Мне двадцать лет»). Авторская версия восстановлена в 1988 году. | [ 18 ] |
| Звезда на пряжке                                         | 1962                                                | Сценарий для короткометражного фильма (по одноимённому рассказу Янки Брыля), снятого Виктором Туровым на студии «Беларусьфильм» в 1962 году. | [ 19 ] |
| Красный шар                                              | 1956—1965 (конец 1950-х или первая половина 1960-х) | Рекламный сценарий, написанный под влиянием короткометражной ленты «Красный шар» Альбера Ламориса. Поставлен не был. | [ 20 ] |
| Летние каникулы (первоначально — «Праздное путешествие») | 1961                                                | Сценарий был запланирован для постановки в 1962 году на Ялтинской киностудии Юлием Файтом. Проект остался нереализованным. | [ 21 ] |
| Люди 14 декабря                                          | —                                                   | Сценарий, написанный Шпаликовым для Сергея Бондарчука, развивал декабристскую тему. Постановка не осуществилась. | [ 22 ] |
| Пой песню, поэт…                                         | 1971                                                | Сценарий о творчестве Сергея Есенина. Снят Сергеем Урусевским. В прокат вышел в 1974 году. Последняя работа, получившая экранное воплощение при жизни Шпаликова и Урусевского. | [ 23 ] |
| Причал                                                   | 1960                                                | Сценарий написан для дипломной работы выпускников ВГИКа Владимира Китайского и Хельмута Дзюбы. Был включён в производственные планы студии «Мосфильм». В 1961 году работа над лентой была остановлена в связи с самоубийством Китайского. | [ 24 ] |
| Прыг-скок, обвалился потолок                             | 1974                                                | Сценарий о драме «сильной женщины». Поставлен не был. | [ 25 ] |
| Сказка про игрушки и пушки                               | 1960                                                | Сценарий, написанный в соавторстве с выпускником ВГИКа Владимиром Бычковым, был отправлен на студию «Мосфильм». Поставлен не был. | [ 24 ] |
| Стеклянная гармоника                                     | 1968                                                | Мультфильм по сценарию Шпаликова поставлен Андреем Хржановским в 1968 году. Лента была сразу запрещена к показу; вышла на экран в 1980-х годах. | [ 26 ] |
| Счастье (другое название «Точка зрения»)                 | 1963                                                | Сценарий короткометражного фильма для дипломной работы Андрея Кончаловского. Лента прошла обсуждение на сценарной коллегии «Мосфильма». Постановка не состоялась. | [ 27 ] |
| Тайное общество                                          | 1966 (после)                                        | Сценарий «Декабристы» был переделан соавторами Маневичем и Шпаликовым в пьесу и предложен Театру Советской армии. Спектакль поставлен в 1968 году Леонидом Хейфецом. | [ 28 ] |
| Трамвай в другие города                                  | 1961                                                | Первый сценарий Шпаликова, получивший экранное воплощение. Поставлен в 1961 году на студии «Мосфильм» Юлием Файтом. Длительность ленты 20 минут. | [ 29 ] |
| Ты и я                                                   | 1968                                                | Первоначальное название сценария — «Те, что пляшут и поют по дорогам». Фильм снят Ларисой Шепитько в 1971 году. | [ 30 ] |
| Человек умер…                                            | 1956                                                | Сценарий написан Шпаликовым на первом курсе ВГИКа. В тексте упомянуты однокурсники автора. | [ 31 ] |
| Я родом из детства                                       | 1960-е (первая половина)                            | Сценарий содержит отсылки к биографии автора и истории его семьи. Фильм снят Виктором Туровым в 1966 году. | [ 32 ] |
| Я шагаю по Москве                                        | 1963                                                | Первоначально сценарий назывался «Верзилы», затем — «Приятели». Съёмки проходили в 1963 году. Премьера картины состоялась 11 апреля 1964 года. | [ 33 ] |

### Стихотворения. Песни

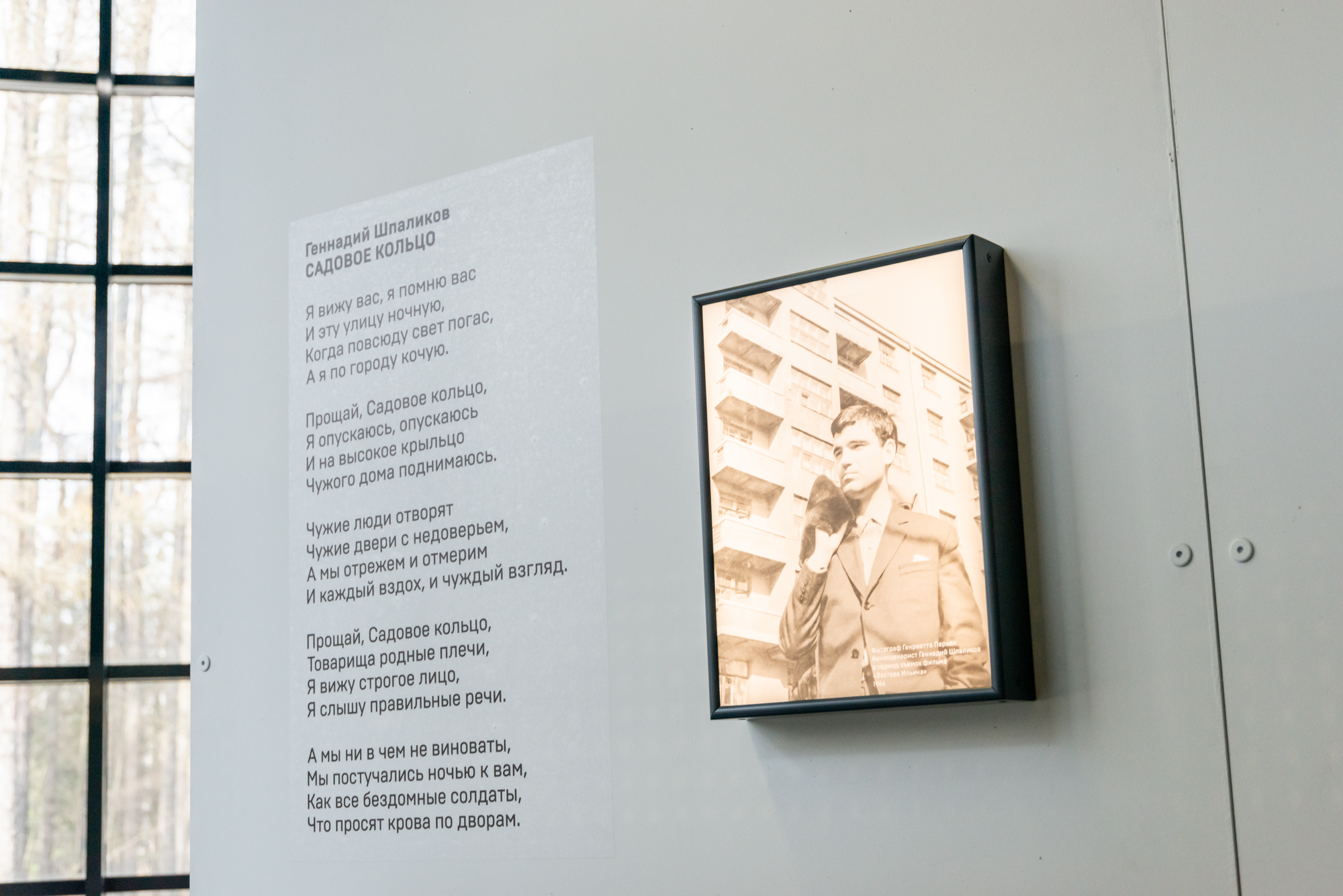
Музей кино

Поэтическое творчество Геннадия Шпаликова, включающее несколько десятков стихотворений и песен, отражает мироощущение представителя поколения 60-70-х годов ХХ столетия. Исследователи отмечают, что оно не поддаётся точной тематической и жанровой классификации. В поэзии Шпаликова выявляются разнообразные ассоциации; в них, по словам исследователей, «естественно и органично переплетаются злободневно-социальное и культурно-историческое, бытийно-философское и автобиографическое. Г. Шпаликов видит всю разноликость мира, его мозаичность и пытается передать это в слове». Литературоведы и текстологи упоминают о «кинематографичности» стихотворений Шпаликова, порой напоминающих фрагменты сценариев, а также выделяют в его поэтическом творчестве образ города.
Впервые два его стихотворения — «Переулок юности» и «Над аллеей клёны заснули» — были опубликованы в 1955 году в молодёжной газете УССР «Сталинское племя». По воспоминаниям Наума Клеймана, на втором курсе Шпаликов мог уйти из ВГИКа (1957—1958). Он в ту пору писал много стихов, однако отправлять их в литературно-художественные журналы (например, в «Новый мир») не хотел: опасался, что «начнут причёсывать, улучшать, подгонять». Геннадий планировал собрать большую подборку и отослать стихи Константину Паустовскому. Клейман, переживавший, что после одобрительного отзыва Паустовского Шпаликов перейдёт учиться в Литературный институт, попросил друга не совершать резких шагов: «Твоё место здесь. Ты великолепно делаешь диалог. Здесь это разовьётся. А поэзия обогатит сценарии».
Первый сборник Шпаликова «Избранное», включавший в том числе стихи и песни, вышел в издательстве «Искусство» уже после смерти поэта — в 1979 году (составитель — Маргарита Синдерович, предисловие Евгения Габриловича и Павла Финна). Ряд текстов был отклонён цензурой, однако оформитель книги Михаил Ромадин сумел обойти запреты контролирующих органов. Художник разместил в сборнике рисунок с изображением поэта и пишущей машинки, из которой вылетают листки с названиями произведений, не допущенных к печати.
| Название («первая строфа»)                  | Год    | Комментарий | Прим.                |
| ------------------------------------------- | ------ | --- | -------------------- |
| «Ах, путь короткий или долгий…»             | 1964   | Песня написана для фильма Юлия Файта «Трамвай в другие города». | [ 39 ]               |
| «Ах, улицы, единственный приют…»            | —      | | [ 40 ]               |
| «Ах, утону я в Западной Двине…»             | —      | Песня, написанная в подарок ко дню рождения Валерия Вайля, звучит в авторском исполнении на сохранившейся магнитофонной плёнке (запись предположительно 1965 года). В начале 1960-х эту песню исполнял Владимир Высоцкий. В фильме «Гений» (1991) её поёт Александр Абдулов. | [ 41 ] [ 42 ] [ 43 ] |
| «Бывает всё на свете хорошо…»               | 1963   | Песня из кинофильма Георгия Данелии «Я шагаю по Москве». | [ 44 ]               |
| «Бывают крылья у художников…»               | —      | Произведение включено в цикл песен Шпаликова, написанный Сергеем Никитиным. | [ 45 ]               |
| «В Керчи — как ни кричи…»                   | 1965   | Стихотворение написано 8 марта 1965 года и адресовано Софии Милькиной — жене Михаила Швейцера. В эпиграфе указано: «С. А. Швейцер — с нежностью и уважением. Шпаликов». | [ 46 ]               |
| «Вижу — тоненький ледок…»                   | —      | Стихотворный сценарий непоставленного мультфильма «Сто ворон и сто сорок, и ещё один сурок» | [ 47 ]               |
| «Всё трезво. На Охте»                       | —      | Стихотворение имеет заголовок «Воспоминание о Ленинграде 65-го года». В нём упоминаются Александр Княжинский, Павел Финн, Наталия Рязанцева: «Ещё бы Наташу / И Пашу — туда».                                                                                                | [ 48 ]               |
| «Выпей со мной, Марьяна…»                   | 1963   | Стихотворение, адресованное Марианне Вертинской, было написано в марте 1963 года, после рождения у Шпаликова и Инны Гулая дочери Дарьи. | [ 49 ]               |
| Городок провинциальный                      | —      | Песня «Рио-рита, рио-рита, / Вертится фокстрот» звучит в фильме Петра Тодоровского «Военно-полевой роман» (1983). Она также включена в цикл песен Шпаликова, написанный Сергеем Никитиным.                                                                                   | [ 50 ] [ 45 ]        |
| «Друг мой, я очень и очень болен…»          | 1974   | Вариация на тему «Чёрного человека» Есенина. Посвящена Павлу Финну. | [ 51 ] [ 52 ]        |
| «Живу весёлым, то печальным…»               | —      | Стихотворение «Долги» написано после того, как Шпаликов и Инна Гулая получили квартиру в доме с пластиковыми полами: «Горжусь я тем, что наши власти / На мне испытывают пластик».                                                                                           | [ 53 ]               |
| «Жила с сумасшедшим поэтом…»                | 1974   | Произведение озаглавлено «Песенка». | [ 54 ]               |
| «Звон трамвая голосист и гулок…»            | 1955   | Стихотворение под названием «Переулок юности» напечатано в украинской республиканской молодёжной газете «Сталинское племя» 26 июня 1955 года. | [ 55 ]               |
| «Любимая, все мостовые…»                    | —      | Стихотворение «В Ленинграде» написано под влиянием ленинградских прогулок с Наталией Рязанцевой | [ 56 ]               |
| «Людей теряют только раз…»                  | —      | Песня включена в фильм Георгия Данелии «Слёзы капали» (1982); текст стихотворения звучит в телесериале «Оттепель» (2013) Валерия Тодоровского. | [ 56 ]               |
| «Меняют люди адреса…»                       | —      | Стихотворение называется «Переделкино». Отношение к «статусному» писательскому посёлку у Шпаликова было двойственным; отсюда — строки: «Меж дач пустых она вела, / Достатка, славы, привилегий. / Телега нас обогнала, / И ехал парень на телеге».                           | [ 57 ]               |
| «Мертвец играл на дудочке…»                 | 1950-е | Стихотворение посвящено Феллини. | [ 58 ]               |
| «Милый, ты с какого года?»                  | 1966   | «Дорожная песня» звучит в фильме Юлия Файта «Мальчик и девочка», её исполняет Николай Губенко. | [ 59 ] [ 60 ]        |
| «Мы поехали за город…»                      | 1961   | Песня написана совместно с Александром Галичем, который, услышав в Болшеве сочинённые Шпаликовым начальные строфы, продолжил стихотворный текст, сделав его более острым в социальном отношении.                                                                             | [ 61 ]               |
| «Мы сидели, скучали…»                       | —      | История песни связана с увлечённостью автора актрисой Натальей Кустинской: «Сочинял вам, не мучаясь, / Про царей, про цариц…» | [ 62 ]               |
| «На меня надвигается…»                      | —      | Песня «Палуба» звучит в фильмах «Коллеги» (исполнитель Олег Анофриев) и «Трамвай в другие города» (оба — 1962). | [ 63 ] [ 64 ]        |
| «Наташа, ты не наша…»                       | —      | Стихотворение написано после развода с Наталией Рязанцевой. | [ 65 ]               |
| «Не прикидываясь, а прикидывая…»            | 1974   | Стихотворение, написанное 21 марта 1974 года, заканчивается строчками: «Завещаю вам только дочку — / Больше нечего завещать»/ | [ 66 ]               |
| «Не принимай во мне участья…»               | —      | Лирический герой, скитающийся по городу («Поскольку улица, отчасти, / Одна — спасение моё»), во многом близок автору, оказавшемуся в последние годы жизни бездомным. | [ 5 ]                |
| «Не смотри на будущее хмуро…»               | 1955   | Стихотворение, являющееся откликом на первую публикацию в газете «Сталинское племя», содержит строки «Я сегодня стал литературой / Самой средней, очень рядовой». | [ 67 ]               |
| «Ничего не получалось…»                     | 1963   | Посвящено В. П. Некрасову | [ 68 ]               |
| «О, Квазимодо, крик печали…»                | —      | Стихотворение «Квазимодо» было написано после спора с Наталией Рязанцевой, в ходе которого Шпаликов обещал сочинить поэтический текст на любую тему за двадцать минут. | [ 69 ]               |
| «О чём во тьме кричит сова?»                | 1964   | Стихотворение «Сентябрь», посвящённое Юлию Файту, содержит авторскую пометку: «Сочинено в Ленинграде специально — и в хорошие дни — ура!» | [ 70 ]               |
| «Остаётся во фляге…»                        | —      | Песня включена в «шпаликовский цикл», написанный Сергеем Никитиным. | [ 45 ]               |
| «По несчастью или к счастью…»               | —      | Стихотворение звучит в фильме «Подранки» (1976) Николая Губенко (текст ему передал оператор Александр Княжинский) и телесериале Валерия Тодоровского «Оттепель» (2013). | [ 71 ]               |
| «Под ветром сосны хорошо шумят…»            | —      | Адресатом стихотворения является Инна Гулая. | [ 72 ]               |
| «Почто, о друг, обижен на меня…»            | —      | Посвящено Павлу Финну | [ 73 ]               |
| «Разговор о чебуреках поведём…»             | —      | Шуточное стихотворение, сочинённое совместно с Павлом Финном; в тексте упоминаются Юрий Ильенко, Александр Княжинский, Белла Ахмадулина. | [ 74 ] [ 75 ]        |
| «С утра по крыше ходит кот…»                | —      | Сказочная поэма заканчивается авторской ремаркой: «15 января. Дальше писать невозможно! Надо работать, жаль прерывать такую замечательную поэму. Продолжение следует: „Даша в Лондоне“. Обнимаю маму и дочку».                                                               | [ 76 ]               |
| «Свет погасим? Погасили»                    | —      | Стихотворение адресовано Дарье Шпаликовой. | [ 77 ]               |
| «Смертный, гонимый людьми и судьбой…»       | —      | Стихотворение под названием «Утешение» содержит посвящение: «П. К. Финну — в ночь бодрости и ужаса». | [ 78 ]               |
| «Спаси меня, Катя Васильева…»               | —      | Стихотворение, посвящённое Екатерине Васильевой, заканчивается строками: «Но вот под конец получилось — / Одна у меня ты родня». | [ 79 ] [ 80 ]        |
| «Спой ты мне песню про войну…»              | 1965   | При жизни автора песня была включена в фильм Владимира Венгерова «Рабочий посёлок». После смерти Шпаликова она прозвучала в фильмах «Трясина» Григория Чухрая (1977) и «В день праздника» Петра Тодоровского (1978).                                                         | [ 81 ] [ 82 ]        |
| «Стоял себе расколотый…»                    | —      | Шуточная песня «Колокол», написанная в стилистике городского фольклора. | [ 83 ]               |
| «Тихое отчаяние на меня находило не раз…»   | —      | Стихотворение под названием «Баллада про тихое отчаяние» адресовано Ларисе Шепитько. Написано во время работы над сценарием к фильму «Ты и я». | [ 84 ]               |
| «Тишинский рынок, эх, Княжинский рынок…»    | —      | В стихотворении обыгрывается созвучие фамилии оператора Александра Княжинского и названия рынка, возле которого он жил. | [ 85 ] [ 86 ]        |
| «То ли страсти поутихли…»                   | —      | В стихотворении упоминается Белла Ахмадулина: «Пятьдесят девятый год, Белле чёлочка идёт». | [ 87 ]               |
| «У лошади была грудная жаба…»               | —      | На основе текста, написанного Шпаликовым, Александр Галич создал свою, более острую и саркастичную версию песни — он сочинил ещё один куплет, заменил отдельные слова и вторую строку.                                                                                       | [ 88 ]               |
| «Ударил ты меня крылом…»                    | —      | | [ 89 ]               |
| «Хоронят писателей мёртвых…»                | 1959   | Написано во время учёбы во ВГИКе. Заканчивается строчкой «Ровесники, не умирайте». | [ 90 ] [ 91 ]        |
| «Чего ты снишься каждый день…»              | 1974   | Посвящено Виктору Некрасову. Написано Шпаликовым за три дня до смерти — 29 октября 1974 года. | [ 92 ]               |
| «Чего-то плакать стал в кино…»              | 1973   | Стихотворение содержит авторское название «После просмотра „Детей райка“ — осенью 1973 года». Посвящено Дарье Шпаликовой. | [ 93 ]               |
| «Что за жизнь с пиротехником…»              | 1959   | Шуточная песня, посвящённая Павлу Финну, звучит в авторском исполнении на сохранившейся магнитофонной плёнке (запись предположительно 1965 года). | [ 94 ]               |
| «Это кладбище, на Ваганькове…»              | 1970   | Стихотворение написано в период, когда Шпаликов и Сергей Урусевский обдумывали план фильма о Есенине «Пой песню, поэт…». | [ 95 ]               |
| «Я вижу вас, я помню вас…»                  | —      | Стихотворение под названием «Садовое кольцо» исполнял под гитару или фортепиано Андрей Тарковский. Оно звучит в телесериале Валерия Тодоровского «Оттепель» (2013). | [ 96 ]               |
| «Я жизнью своей рискую…»                    | 1964   | Песня звучит в фильме Юлия Файта «Пока фронт в обороне» (1964). | [ 97 ]               |
| «Я жил как жил…»                            | —      | Стихотворение написано как отклик на вердикт медицинской комиссии о том, что курсант Московского пехотного училища Шпаликов после полученной на учениях травмы не годен для дальнейшего обучения: «Не получился лейтенант, Не вышел. Я — не получился».                      | [ 98 ]               |
| «Я к вам травою прорасту…»                  | —      | Стихотворение включено в песенный цикл Шпаликова, написанный Сергеем Никитиным. | [ 45 ]               |
| «Я обещал письмо Вам написать…»             | —      | Произведение, названное автором «Путешествие к молоканам», имеет подзаголовок — «Первая русская поэма ужасов». Посвящено редактору «Мосфильма» Элле Корсунской. | [ 99 ]               |
| «Я помню, а ты не вспомнишь…»               | —      | Стихотворение содержит надпись «Даше, 19 марта». Даша — Дарья Шпаликова, родившаяся 19 марта 1963 года. | [ 100 ]              |
| «Я шагаю по Москве, / Как шагают по доске…» | —      | Поводом к написанию стихотворения стала памятная доска на доме в Гагаринском переулке, извещавшая, что в этом здании жил Павел Нащокин, в гостях у которого бывал Пушкин. Отсюда продолжение: «Здесь когда-то Пушкин жил, Пушкин с Вяземским дружил…»                        | [ 101 ]              |
| «Яблони и вишни снегом замело…»             | 1966   | «Солдатская песня» написана для фильма Юлия Файта «Мальчик и девочка» (1966). | [ 102 ]              |

### Проза (эссе, рассказы, повести, романы)
| Название («первая строфа»)                        | Год      | Комментарий | Прим.           |
| ------------------------------------------------- | -------- | --- | --------------- |
| Второй пилот                                      | 1958     | Рассказ, написанный Шпаликовым после северной практики. Опубликован в журнале «Молодая гвардия» (1959, № 2). | [ 103 ]         |
| «В Москве повсюду лето…»                          | 1961     | В эссе, содержащем элементы биографии автора, указан адрес съёмной квартиры, в которой жили Шпаликов и его первая жена Наталия Рязанцева: Арбат, 23, квартира 5.                                                                       | [ 104 ] [ 105 ] |
| Лето белых ночей                                  | 1958     | Цикл очерков, написанный после студенческой практики, которую второкурсник сценарного факультета Шпаликов проходил в посёлке Диксон.                                                                                                   | [ 106 ]         |
| Милый, ты с какого года и с какого парохода?      | —        | Рассказ | [ 107 ]         |
| Мой знаменитый друг                               | 1967 (?) | На машинописной рукописи содержится авторское посвящение: «1967. Миша, Вита, это пока что мало что о моей к вам признательности и любви. Это старый рассказ, но смешной». Миша — художник Михаил Ромадин, Вита — его жена Вита Духина. | [ 108 ]         |
| Патруль 31 декабря                                | 1955     | Рассказ, написанный на основе впечатлений об учёбе в Московском пехотном училище. | [ 109 ]         |
| Полями наискось к закату                          | —        | Рассказ, содержащий эпиграф из стихотворения Бориса Пастернака «Следы на снегу»: «Полями наискось к закату / Уходят девушек следы». | [ 110 ]         |
| Сибирские рассказы                                | 1957     | Цикл очерков, написанный после студенческой практики, которую первокурсник сценарного факультета Шпаликов проходил на Азовском и Чёрном морях.                                                                                         | [ 111 ]         |
| Три Марины                                        | 1972     | Произведение (роман) о Марине Цветаевой, Марине Освальд и просто Марине. Текст (неполный) сохранился. | [ 112 ]         |
| Шаровая молния («А жизнь прекрасна, как всегда…») | 1960-е   | Незаконченный роман с сознательно перепутанной нумерацией глав и изменёнными цитатами. | [ 113 ] [ 114 ] |

### Заметки, наброски, зарисовки
| Название                                                               | Год          | Комментарий | Прим.   |
| ---------------------------------------------------------------------- | ------------ | --- | ------- |
| Автобиография                                                          | 1956         | Автобиография, начинающаяся словами «Я, Шпаликов Геннадий Фёдорович, родился в сентябре 1937 года…», написана при поступлении во ВГИК.   | [ 115 ] |
| «В музее изобразительных искусств имени Пушкина днём полумрак…»        | —            | Зарисовка | [ 116 ] |
| «Все последние дни я занят чудным, но совсем уже бессмысленным делом…» | —            | Зарисовка | [ 117 ] |
| «Давно это было…»                                                      | —            | Набросок рассказа о детях войны | [ 118 ] |
| «Ещё раньше у меня бывали вот такие дни…»                              | —            | Зарисовка. | [ 119 ] |
| «Как тогда, летом, к вечеру, стоя на балконе…»                         | —            | Зарисовка | [ 120 ] |
| «Моему отцу нравилось рисовать снег на закате, весной…»                | —            | Набросок | [ 121 ] |
| О волшебном                                                            | 1966 (после) | Набросок с эпиграфом: «Посвящается памяти Виго, моего учителя в кинематографе, да и в жизни, хотя я абсолютно не представляю его живым». | [ 122 ] |
| «Почему вы все вещи носите наизнанку?»                                 | —            | Зарисовка | [ 123 ] |
| «Я люблю актёров и актрис…»                                            | —            | Набросок-послание с посвящением «Юлику, на память». Юлик — режиссёр Юлий Файт.                                                           | [ 124 ] |
| «Я пишу это на рассвете…»                                              | 1971         | Набросок | [ 125 ] |

## Фильмография
В разделе отражено участие Геннадия Шпаликова в кинематографе в качестве сценариста, режиссёра, актёра, исполнителя, автора текстов (в песнях и стихотворениях), звучащих в кадре и за кадром.

Обозначения в таблице:

 «ф» — фильм
 «кор» — короткометражный фильм
 «мф» — мультипликационный фильм
 «тф» — телефильм
 «с» — сериал
| Год  |     | Название                   | Примечание |  |
| ---- | --- | -------------------------- | --- |  |
| 1962 | ф   | Застава Ильича             | Режиссёр Марлен Хуциев. Киностудия имени М. Горького. Сценарий написан в соавторстве с М. Хуциевым. Шпаликов исполнил эпизодическую роль. Фильм был выпущен в 1964 году под названием «Мне двадцать лет» В 1987 году восстановлен в авторской версии и вышел на экраны под названием «Застава Ильича» Премьера состоялась в Центральном доме кино 28 января 1988 года |  |
| 1962 | кор | Трамвай в другие города    | Режиссёр Юлий Файт; композитор Борис Чайковский. Мосфильм, 1962. Сценарий; текст песен «Палуба», «Ах, путь короткий или долгий…»; эпизодическая роль |  |
| 1962 | кор | Звезда на пряжке           | Режиссёр Виктор Туров. Беларусьфильм. Сценарий одной из трёх новелл киноальманаха «Маленькие мечтатели» («Юлькин день», «Ошибка», «Звезда на пряжке») |  |
| 1962 | ф   | Коллеги                    | Режиссёр Алексей Сахаров; композитор Юрий Левитин. Мосфильм. Текст песни «Палуба» |  |
| 1963 | ф   | Я шагаю по Москве          | Режиссёр Георгий Данелия; композитор Андрей Петров. Мосфильм. Сценарий; текст песни «Я шагаю по Москве» |  |
| 1964 | ф   | Пока фронт в обороне       | Режиссёр Юлий Файт; композитор Борис Чайковский. Ленфильм, 1964. Текст песни «Я жизнью своею рискую…» (в фильме со второй строфы: «Я помню страны позывные…»). |  |
| 1965 | ф   | Рабочий посёлок            | Режиссёр Владимир Венгеров; композитор Исаак Шварц. Ленфильм. Текст песни «Спой ты мне про войну…» |  |
| 1966 | ф   | Долгая счастливая жизнь    | Сценарий. Режиссёрская работа |  |
| 1966 | ф   | Кто придумал колесо?       | Режиссёр Владимир Шредель; композитор Исаак Шварц. Ленфильм. Текст «Песни про облака» |  |
| 1966 | ф   | Мальчик и девочка          | Режиссёр Юлий Файт; композитор Борис Чайковский. Ленфильм. Текст песен: «Солдатская песня» («Яблони и вишни снегом замело…»), «Дорожная песня» («Милый, ты с какого года…»), «Подводная царица» («Ах, путь короткий или долгий…») |  |
| 1966 | ф   | Я родом из детства         | Режиссёр Виктор Туров. Беларусьфильм. Сценарий |  |
| 1966 | мф  | Жил-был Козявин            | Режиссёр Андрей Хржановский. Союзмультфильм. Сценарий написан в соавторстве с Лазарем Лагиным |  |
| 1968 | мф  | Стеклянная гармоника       | Режиссёр Андрей Хржановский. Союзмультфильм. Сценарий. |  |
| 1969 | тф  | В тринадцатом часу ночи    | Новогоднее ревю. Режиссёр Лариса Шепитько; композитор Роман Леденёв. ТО «Экран». Текст «Песни Русалки» |  |
| 1971 | ф   | Ты и я                     | Режиссёр Лариса Шепитько. Мосфильм. Сценарий в соавторстве с Л. Шепитько |  |
| 1971 | ф   | Пой песню, поэт…           | Режиссёр Сергей Урусевский. Мосфильм. Сценарий в соавторстве с С. Урусевским |  |
| 1972 | ф   | Ждём тебя, парень          | Режиссёр Равиль Батыров; композитор Румиль Вильданов. Узбекфильм. Текст песен: «Куда летит двадцатый век», «Кончилась война» |  |
| 1977 | ф   | Подранки                   | Режиссёр Николай Губенко. Мосфильм. Стихотворение «По несчастью или к счастью…» |  |
| 1977 | ф   | Трясина                    | Режиссёр Григорий Чухрай; композитор Михаил Зив. Мосфильм. Текст песни «Спой ты мне про войну…» |  |
| 1978 | ф   | В день праздника           | Режиссёр Пётр Тодоровский; композитор И. Шварц. Мосфильм. Текст песни «Спой ты мне про войну…» |  |
| 1982 | ф   | Культпоход в театр         | Режиссёр Валерий Рубинчик; композитор В. Дашкевич. Беларусьфильм. Текст песни «Бывают крылья у художников…» (в фильме звучит также декламация этого стихотворения) |  |
| 1982 | ф   | Слёзы капали               | Режиссёр Георгий Данелия; композитор Гия Канчели. Мосфильм. Текст песни «Людей теряют только раз…» |  |
| 1983 | ф   | Военно-полевой роман       | Режиссёр Пётр Тодоровский. Одесская киностудия. Текст песни «Рио-рита» («Городок провинциальный…») |  |
| 1983 | ф   | И жизнь, и слёзы, и любовь | Режиссёр Николай Губенко. Мосфильм. Стихотворение «Влетел на свет осенний жук…» (с третьей строфы: «Редеет круг друзей, но — позови…») |  |
| 1991 | ф   | Гений                      | Режиссёр Виктор Сергеев; композитор Эдуард Артемьев. Ленфильм. Текст песни «Ах, утону я в Западной Двине…» |  |
| 1992 | ф   | Чёрный квадрат             | Режиссер Юрий Мороз художественный фильм 1992 года по роману Фридриха Незнанского «Ярмарка в Сокольниках» (из серии о детективе Турецком). Стихотворение: "Я шагаю по Москве, как шагают по доске.." в заключительных кадрах фильма исполняет Лида Меркулова (Дарья Мороз)                                                                                            |  |
| 1994 | ф   | День обаятельного человека | Режиссёр Юрий Петкевич. Студия «Дебют» Сценарий |  |
| 2002 | ф   | Ковчег                     | По мотивам сценария «Причал» Режиссёр Юрий Кузин. Студия «Пигмалион» |  |
| 2013 | с   | Оттепель                   | Режиссёр Валерий Тодоровский. «Мармот-фильм» Стихотворения: «Людей теряют только раз…», «Садовое кольцо», «По несчастью или к счастью…» }} |  |